# Episodi di Breaking In (seconda stagione)
La seconda e ultima stagione della serie televisiva Breaking In, composta da 13 episodi, è stata trasmessa negli Stati Uniti dal canale Fox dal 6 marzo 2012. Dal sesto episodio è stata trasmessa in prima visione assoluta nel Portogallo, dal 4 luglio 2012.
In Italia, la stagione è trasmessa in prima visione satellitare su Sky Atlantic, canale a pagamento della piattaforma Sky, dal 9 giugno 2015.
| nº | Titolo originale            | Prima TV originale | Prima TV Italia |
| -- | --------------------------- | ------------------ | --------------- |
| 1  | The Contra Club             | 6 marzo 2012       | 8 giugno 2015   |
| 2  | Who's The Boss              | 13 marzo 2012      | 8 giugno 2015   |
| 3  | The Blind Sided             | 20 marzo 2012      | 2 luglio 2015   |
| 4  | Games of Jones              | 27 marzo 2012      | 3 luglio 2015   |
| 5  | Cyrano de Nerdgerac         | 3 aprile 2012      | 6 luglio 2015   |
| 6  | Double Dragon               | 4 luglio 2012      | 7 luglio 2015   |
| 7  | The Legend of Hurley's Gold | 11 luglio 2012     | 8 luglio 2015   |
| 8  | Chasing Amy and Molly       | 18 luglio 2012     | 9 luglio 2015   |
| 9  | The Hangover                | 25 luglio 2012     | 10 luglio 2015  |
| 10 | Heathers                    | 1º agosto 2012     | 10 luglio 2015  |
| 11 | Risky Business              | 8 agosto 2012      | 14 luglio 2015  |
| 12 | The Nat'ral                 | 15 agosto 2012     | 15 luglio 2015  |
| 13 | Episode XIII                | 22 agosto 2012     | 16 luglio 2015  |